# Eine Hochzeit
Eine Hochzeit ist ein US-amerikanischer Spielfilm von Robert Altman aus dem Jahr 1978. Diese Filmkomödie ist eine als Ensemblefilm mit 48 handlungstragenden Rollen ausgelegte Gesellschaftssatire, in der eine Hochzeit von der Trauungszeremonie bis zum Ende der Hochzeitsfeier gezeigt wird und das Zusammentreffen der beiden Familien für komische und groteske Situationen sorgt.

## Handlung
Muffin Brenner, Tochter aus neureichem Südstaatenhaus, heiratet Dino Corelli, einen Halbitaliener mit Wurzeln mütterlicherseits in einer wohlhabenden Familie des Mittleren Westens. Schon während der Trauung geht einiges schief: Der senile Bischof kann sich nicht mehr an den genauen Ablauf des Ritus erinnern und lässt zu allem Überfluss auch noch die Ringe fallen.
Bevor sich die Hochzeitsgäste im Anwesen der Corellis/Sloans zur Feier einfinden, ereignet sich ein Trauerfall: Nettie Sloan, Dinos Großmutter und Oberhaupt der Familie, stirbt. Die wenigen, die davon wissen, sind peinlich bemüht, den Tod vor den anderen Gästen geheim zu halten. Im Laufe der Feier ereignen sich allerlei weitere kleinere und größere Katastrophen: Tulip, die Mutter der Braut, wird von einem Onkel des Bräutigams massiv angebaggert und bemerkt, dass sie durchaus zu einem Ehebruch fähig wäre. Buffy, ihre Tochter und also die Schwester der Braut, bekennt, dass sie schwanger ist und dass eventuell der Bräutigam der Vater des Kindes ist. Die Mutter des Bräutigams, Regina, ist drogensüchtig und sehnt sich nach ihrer nächsten Dosis Rauschgift, die ihr der Hausarzt der Familie, ein geiler Alkoholiker, dann auch verabreicht. Luigi Corelli, ihr Ehemann und Dinos Vater, trägt ein Geheimnis mit sich herum: Er war früher nur ein kleiner Kellner in Rom, bevor ihm erlaubt wurde, in die reiche Sloan-Familie einzuheiraten; allerdings nur, weil Regina bereits von ihm schwanger war.
Diese und viele weitere kleine Geschichten ziehen sich durch den gesamten Hochzeitstag, bis plötzlich ein großes Unglück geschieht: Das Brautpaar ist verschwunden, ihr neues Auto, mit dem sie in die Flitterwochen fahren wollten, wird nach einer Kollision mit einem Tanklaster aufgefunden – es ist explodiert. Der Schock der Familien löst sich aber sehr schnell auf, als das Brautpaar wieder putzmunter erscheint: Nicht sie sind mit dem Auto verschwunden, sondern die Ex-Freunde der beiden, die sich auf der Hochzeit ineinander verknallt und sich des Autos bemächtigt hatten. Erfreut über diese „glückliche“ Wendung wendet sich die Hochzeitsgesellschaft wieder den Feierlichkeiten zu.

## Entstehungsgeschichte
Bei den Dreharbeiten zu Drei Frauen gab Altman einer Zeitungsreporterin ein Interview und antwortete, verkatert und unter der Hitze des Drehtages leidend, auf ihre Frage, was für einen Film er als Nächstes drehen werde, er werde eine Hochzeit filmen. Was als flapsige Antwort gemeint war, erschien Altman im Nachhinein eine verfolgenswerte Idee: Er wollte gerne mit Teilen der Besetzung von Drei Frauen einen weiteren Film drehen und entwickelte die Idee, die Konfrontation zweier sich fremder Familien mit allen ihren Geheimnissen, Schwächen und Leidenschaften anlässlich einer Hochzeit filmisch umzusetzen. Da jedoch Sissy Spacek, Shelley Duvall und Ben Gazzara, die er gerne in den Hauptrollen gesehen hätte, nicht zur Verfügung standen, castete Altman ein Ensemble von profilierten Charakterdarstellern, allen voran den Stummfilmstar Lillian Gish und die durch ihre eigene Fernsehshow damals sehr populäre Carol Burnett.
Altman ersann den Rahmen einer Geschichte und legte mit seinen Autoren John Considine, Allan Nicholls und Pat Resnick, die alle auch kleine Rollen im Film übernahmen, die einzelnen Charaktere und ihre Hintergründe fest. Viele der Dialoge entwickelten sich dann erst beim Drehen; die Schauspieler wurden angehalten, zu improvisieren, und Altman nutzte das Konkurrenzdenken unter ihnen aus, indem er ihnen die Chance bot, durch Spontaneität in der Darstellung mehr Leinwandpräsenz gegenüber anderen zu erhalten.
Gedreht wurde der Film am Lake Bluff in der Nähe des Lake Michigan on location in einem Anwesen aus den 1930er-Jahren. Lediglich Luigis unterirdisches Restaurant musste im Studio gebaut werden. Die Kleider und Requisiten wie etwa die Hochzeitsgeschenke wurden in regulären Fachgeschäften für Hochzeitsbedarf eingekauft.

## Rezeption und Nachwirkung
Die Kritik reagierte mehrheitlich enttäuscht auf diesen Film. Altmans allgemein anerkanntes Meisterwerk Nashville war noch zu frisch im Gedächtnis, um den Film nicht an diesem Meilenstein in Altmans Schaffen messen zu müssen. Variety bemängelte die Seelenlosigkeit und den unpassenden Humor des Films: „Wenn Nashville zum Feinsten des Ensemble-Films gehört – und das tut er –, dann ist Eine Hochzeit das andere Extrem. Altmans wackeliger, anscheinend unstrukturierter Stil geht in diesem Comedy-Drama nach hinten los. […] Anders als Nashville fehlt diesem Film das Herzstück. […] Die Charaktere, außer Lillian Gish als das alte, wohlhabende Familienoberhaupt und Mia Farrow als stille Schwester der Braut, sind uninteressant und unsympathisch. […] Altmans Vorstellung von Humor stellt sich als kindisch und altbacken heraus. John Cromwell spielt einen senilen Bischof […], der zu kurzsichtig ist, um zu bemerken, dass er einmal im Film mit einer Leiche spricht. Das ist wohl kaum scharfsinnige Satire.“
Time Out lobt den Film aufgrund „einiger wunderbare Momente im Laufe der […] kaleidoskopartigen Erzählung“, aber „Altmans Versuch, die magische Formel von Nashville zu wiederholen,“ habe „aufgrund des traurigerweise oft einfallslosen Skripts einige Schwachstellen.“
Craig Butler kritisiert den „fehlenden erzählerischen Zusammenhalt, ohne den Eine Hochzeit bloß wie eine Aneinanderreihung von Charakterstudien“ daherkomme, „obwohl manche von ihnen enorm unterhaltsam sind. Es gibt genug Markenzeichen Altmans in Bild und Ton zu entdecken, um die Filmstudenten bei der Stange zu halten, […] aber im Endeffekt reicht das gerade aus, dass Eine Hochzeit für eine Stunde oder so ganz nett an einem vorbeituckert, aber schon vor dem enttäuschenden Höhepunkt an Fahrt verliert.“
Roger Ebert lobte den Film wegen seiner Ambivalenz. Der Film ziele „darauf ab, unsere Erwartungen durcheinander zu bringen. Er nimmt die ergiebigste Quelle, die unsere Gesellschaft an Klischees und Stereotypen zu bieten hat – eine Hochzeit in der besseren Gesellschaft – und schummelt sich dann mit wahnsinniger und manchmal brutaler Satire davon. […] Wie Altmans andere Filme mit einer Vielzahl von Charakteren (MASH, McCabe & Mrs. Miller und das unvergleichliche Nashville) lässt er sich nicht einfach in eine Filmkategorie einordnen. Einige Zuschauer werden nicht zufrieden sein; es werden keine Situationen geschaffen, die auf altbekannte Weise aufgelöst werden. Statt dessen sind all die Auflösungserscheinungen und die Widersprüche des Lebens enthalten, und dann gibt Altman auf fast mystische Weise allem einen tieferen Sinn, indem er uns gegen Ende des Films mit einer katastrophalen Überraschung konfrontiert.“
2004 entstand eine gleichnamige Oper nach Motiven des Films. Altman und Arnold Weinstein schrieben das Libretto, William Bolcom die Musik.

## Filmanalyse

### Die Hochzeit als Brennpunkt gesellschaftlicher Interaktion
Hochzeiten waren in Literatur und Film stets beliebte Motive, um verschiedene gesellschaftliche Schichten und ihr Verhalten untereinander anlässlich eines herausgehobenen Ereignisses darzustellen. Filme wie Chaplins Die feinen Leute, Renoirs Die Spielregel, Cousin, Cousine und Vier Hochzeiten und ein Todesfall machten sich diese Möglichkeit zu eigen.
Altman beschrieb seine Sicht der psychologischen Dynamik anlässlich Hochzeitsfeierlichkeiten so: „Es ist schwierig, sich zu verstellen, wenn man nicht weiß, was von einem erwartet wird. (…). Jeder will sich von seiner besten Seite zeigen. (…) Sie sind alle überspannt wegen der Bedeutung des Ereignisses (…), dann genehmigen sie sich ein paar Drinks (…) und mit der Zeit langweilen sie sich. Die Heiterkeit und die Freude brechen zusammen und ein paar andere Dinge kommen ans Tageslicht.“ Seine Figuren agieren demnach in ihrer Selbstdarstellung nach sozialpsychologischen Mustern, wie sie Erving Goffman beschreibt: Sie versuchen, eine bestimmte gesellschaftliche Rolle auszufüllen, stimmen ihre Interaktion mit anderen aber immer wieder neu danach ab, was die jeweilige Situation und ihr jeweiliger Interaktionspartner von ihnen erfordert.
Eine Hochzeit zieht das Potential für seine Komik aus den unterschiedlichen Geisteshaltungen und Wertvorstellungen zweier reicher Familien: Die Sloans/Corellis sind alteingesessener Geldadel aus dem Mittleren Westen, die Brenners neureiche Südstaatler. Es kollidieren aber nicht nur die beiden Familienclans aufgrund der gegenseitigen Vorurteile, auch die Risse zwischen den Generationen werden spürbar: während die ältere Generation desillusioniert ihren Lastern wie Alkohol und Rauschgift frönt, stellt sich die jüngere in ihrer offen zur Schau gestellten Promiskuität als gefährlich für den Erhalt der familiären Strukturen dar. Altman thematisiert die Tabus, die Verdrängungen und das Zwangs- und Suchtverhalten seiner Protagonisten und lotet aus, wie weit es den durch gesellschaftliche Zwänge gebundenen Figuren möglich ist, aus ihren Rollen auszubrechen.
Neben den Spannungen, die aufgrund von Geld oder der Wahrung des äußeren Scheins auftreten, schwingen auch die rassistischen Vorurteile der gesamten Hochzeitsgesellschaft mit: Luigi, der italienische Kellner, der Regina einst schwängerte, durfte zwar in die Sloane-Familie eintreten, aber der Kontakt zu seiner Familie in Italien blieb ihm verwehrt. Der afroamerikanische Diener der Familie Sloan hat anscheinend ein Verhältnis mit einer der Töchter von Nettie; eine für die Familie peinliche Tatsache, die während der Feier geheim gehalten werden muss. Schlussendlich überführt Altman auch den Zuschauer latenter rassistischer Gefühle: Als der Zuseher erfährt, dass nicht das Brautpaar, sondern die unsympathischen Freunde bei dem Verkehrsunfall umgekommen sind, ist die Freude beim Zuschauer ebenso vorhanden wie bei der erleichterten Hochzeitsgesellschaft; ein von Altman geplanter Effekt: „So zeige ich mit dem Finger auf das Publikum und sage: Ihr seid genau solche Rassisten wie die da!“
Auf die Frage, ob er mit seinen Protagonisten nicht zu streng oder gar verachtend umgegangen sei, antwortete Altman, er möge die Figuren sogar sehr gerne; seine Familie väterlicherseits sei den Sloanes sehr ähnlich und seine Großmutter mütterlicherseits genauso matriarchalisch wie Nettie gewesen.

### Aspekte der Komik im Film
Die Komik im Film resultiert aus absurden und irritierenden Geschehnissen wie etwa dem Tod der Großmutter, der unbedingt geheim gehalten werden muss. Die unterschiedlichen Reaktionen der Festgäste, als sie dann doch davon erfahren, reichen von Verzweiflung bei der Krankenschwester, Lakonie beim Hausarzt und Wut beim Schwiegersohn bis hin zu abgrundtiefer Irritation bei der Tochter, als sie zunächst erfährt, Nettie sei tot, um kurz drauf von ihrer Schwester zu hören, sie sei gerade bei ihr gewesen, es gehe ihr prächtig.
Neben solchen fein herausgespielten komischen Nuancen scheut der Film auch nicht vor slapstickartiger Komik zurück, die den Autor Thomas Kein an die Fernsehserie Die Simpsons erinnert, die allerdings erst elf Jahre nach Altmans Film an den Start gingen. Als etwa ein Studienfreund den betrunkenen Bräutigam unter die Dusche zerrt, um ihn auszunüchtern, kommt die Braut zufällig hinzu und gerät in Zweifel, ob ihr frischangetrauter Ehemann nicht doch schwul sei. Neben einigen von manchen Kritikern als platt empfundenen Effekten wie etwa der Zangespange der Braut, die sie beim Jawort entblößt oder dem kurzsichtigen Bischof, der auf der Suche nach einer Toilette am Totenbett von Nettie landet, gibt es durchaus auch einige anrührend-komischen Szenen, etwa als sich die Brautmutter mit ihrem übergewichtigen Verehrer im Garten trifft oder als Luigi seine tote Schwiegermutter bittet, ihn nun endlich aus seiner Fremdbestimmung zu entlassen.

### Filmische Mittel

#### Geometrie der Fassade und Zerstörung
Zu Beginn des Films inszeniert Altman sowohl die Trauung, als auch die Hochzeitsvorbereitungen in einer Parallelmontage opernhaft zu festlicher Fanfarenmusik in streng geometrischen Bildern. Sowohl die kitschig-neugotische Kirche, als auch das Anwesen der Sloanes werden als Ausdruck der zunächst aufrechterhaltenen familiären Fassade in strenger Symmetrie abgebildet. Im Fortschreiten der Handlung zerbricht diese Symmetrie der Bilder analog zum Zusammenbrechen des schönen Scheins der Hochzeitsgesellschaft, um sich erst zum Schluss in trügerischer Weise wieder einzufinden: Der familiäre Friede ist scheinbar wiederhergestellt, als feststeht, dass das Brautpaar nicht tot ist.

#### Distanz und Annäherung
Altman dreht quasidokumentarisch, als ob er als Gesellschaftsreporter auf der Feier unterwegs wäre, um sich mit versteckter Kamera die Paarungen herauszupicken, die ihm am vielversprechendsten bezüglich der wohlgehüteten Geheimnisse hinter der Fassade erscheinen. Die dafür notwendige Distanz schafft Altman durch die Verwendung größerer Brennweiten, die die handelnden Personen im Hintergrund scharf zeigen, während im Vordergrund Personen unscharf durch das Bild huschen. Die Annäherung an die Figuren gelingt Altman dann durch die Verwendung des Zooms, mit dem er die Gesichter in emotionalisierten Momenten in den Fokus des Zuschauers setzt.

#### Ton und Musik
Der Ton ist, wie meistens bei Altman, wirklichkeitsnah umgesetzt. Vor dem polyphonen Hintergrund des Stimmengewirrs der Hochzeitsgäste setzt Altman auch eines seiner Markenzeichen, die sich überlappenden Dialoge, ein.
Die Musik wird im Film ironisch bis zynisch eingesetzt: neben den Hochzeitsfanfaren ist etwa nach einem Schnitt von der toten Großmutter auf die tanzende Hochzeitsgesellschaft das Lied You make me feel so young zu hören; das von einem Hochzeitsgast angestimmte Leonard-Cohen-Lied Bird On A Wire versinnbildlicht den – vergeblichen – Wunsch nach Freiheit.

## Auszeichnungen
Eine Hochzeit war bei den BAFTA Awards 1979 für Beste Regie und Bestes Drehbuch nominiert, beim César 1979 in der Kategorie Bester Ausländischer Film. Carol Burnett erhielt eine Nominierung als Beste Nebendarstellerin bei den Golden Globes 1979. Beim San Sebastián International Film Festival 1978 wurde sie als Beste Schauspielerin ausgezeichnet.